# GANOVEX-Kette
Die GANOVEX-Kette ist ein Gebirgszug der Anare Mountains im ostantarktischen Viktorialand. 
Wissenschaftler der deutschen Expedition GANOVEX I (1979–1980) benannten sie nach dem Akronym der Expeditionsreihe.